# Ludvig I av Etrurien

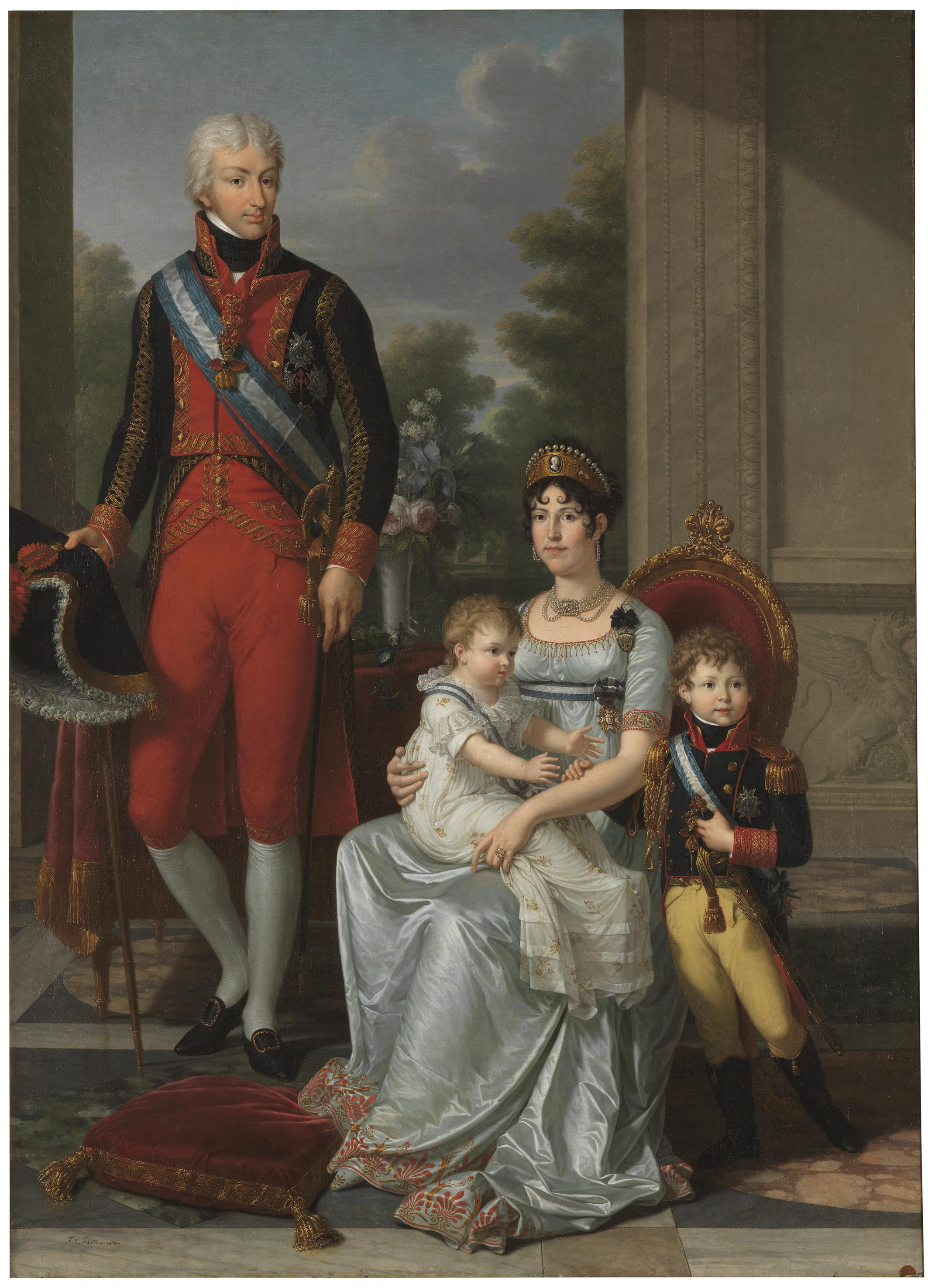
Ludvig I av Etrurien med sin familj.

Ludvig I av Etrurien, född som Ludvig av Parma 1773, död 1803, var kung av Etrurien från 1801 till 1803. 
Han var son till hertig Ferdinand av Parma och Maria Amalia av Österrike. Han växte upp som Parmas tronföljare. Han beskrivs som blyg och reserverad, stilig och ståtlig men med mycket dålig hälsa. Han led sedan barndomen av epilepsi. År 1795 bosatte han sig i Spanien. Den officiella orsaken var att avsluta sin utbildning, men den verkliga var att välja en av de spanska prinsessorna till brud, något som var känsligt då det spanska kungahuset var impopulärt i Europa efter sin franska allians. Han valde först den melankoliska Maria Amalia, men ändrade sig sedan och valde den mer gladlynta och enligt uppgift vackrare Maria Luisa av Spanien. Paret beskrivs som lyckligt, och den energiska och handlingskraftiga Maria Luisa dominerade snart Ludvig, som på grund av sin hälsa var beroende av henne, då hans epilepsi förvärrades alltmer med åldern. 
1801 skapade Napoleon Kungariket Etrurien åt Ludvig som ersättning för hertigdömet Parma, som året därpå ockuperades av Frankrike. Ludvig mottog sin värdighet som kung av Napoleon i Paris 1802 och installerades sedan som monark i Florens i Toscana. Han avled året därpå.

## Barn
1. Karl II av Parma, född 1799, död 1883
2. Lovisa Charlotta av Parma, född 1802, död 1857